# Dendropanax neblinae
Dendropanax neblinae är en araliaväxtart som beskrevs av Maguire, Steyerm. och David Frodin. Dendropanax neblinae ingår i släktet Dendropanax och familjen Araliaceae. Inga underarter finns listade.